# اعوجاج تقاطعی
اعوجاج تقاطعی (به انگلیسی: Crossover distortion) نوعی اعوجاج است که در اثر جابه‌جایی بین افزاره‌های راه‌انداز بار ایجاد می‌شود. معمولاً در طبقه‌های تقویت‌کننده کلاس B «پوش‌پول» یا مکملی دیده می‌شود، اگرچه گاهی در انواع دیگر مدارها نیز دیده می‌شود.

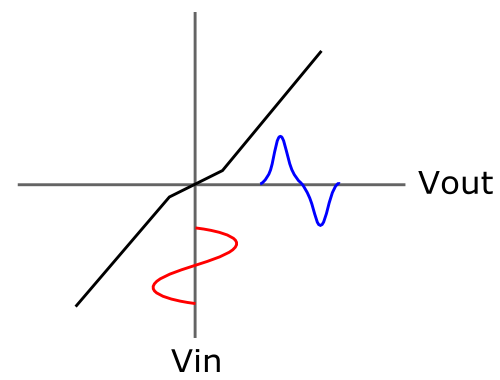
مشخصه ورودی-خروجی یک طبقه امیتر-پیرو مکملی کلاس-B

اصطلاح تقاطعی به معنای «هم‌گذری» سیگنال بین افزاره‌ها است، در این مورد، از ترانزیستور بالایی به ترانزیستور پایین و برعکس. این اصطلاح به فیلتر تقاطعی بلندگوهای صوتی مربوط نمی‌شود - یک مدار فیلترسازی که سیگنال صوتی را به باندهای فرکانس تقسیم می‌کند تا راه‌اندازهای جداگانه در بلندگوهای چندمسیره را راه‌اندازی کند.

## سازوکار اعوجاج

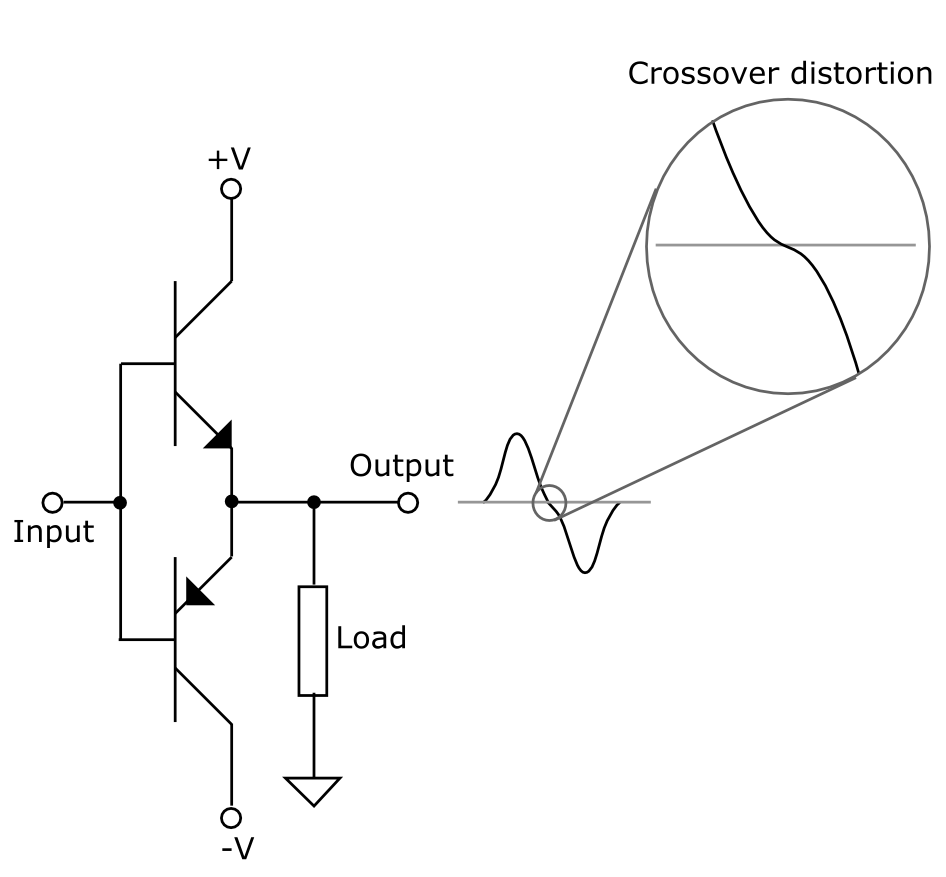
اعوجاج تقاطعی

تصویر یک طبقه خروجی مکمل امیتر-پیرو کلاس-B را نشان می‌دهد. تحت شرایط بدون سیگنال، خروجی دقیقاً وسط راه بین منابع تغذیه (یعنی در ۰ ولت) است. هنگامی که این وضعیت است، بایاس بیس-امیتر هر دو ترانزیستور صفر است، بنابراین آنها در ناحیه قطع هستند که ترانزیستورها هدایت نمی‌کنند.
یک نوسان مثبت (نیم‌سیکل مثبت سیگنال) را در نظر بگیرید: تا زمانی که ورودی کمتر از اُفت ولتاژ مستقیم VBE (۰٫۶۵≈ ولت) ترانزیستور NPN بالایی باشد، خاموش می‌ماند یا هدایت بسیار کمی دارد. تا آنجایی که به مدار بیس مربوط می‌شود، این همان عملکرد دیود است، و ولتاژ خروجی از ورودی پیروی نمی‌کند (ترانزیستور PNP پایینی هنوز خاموش است زیرا دیود امیتر-بیس آن توسط ورودی مثبت بایاس معکوس می‌شود). همین امر در مورد ترانزیستور پایین اما برای ورودی منفی صدق می‌کند؛ بنابراین، بین ۰٫۶۵± ولت ورودی، ولتاژ خروجی یک نسخه مشابه یا تقویت‌شده واقعی از ورودی نیست، و می‌توانیم آن را به‌عنوان یک «پیچ‌خوردگی» در شکل‌موج خروجی نزدیک به صفر ولت ببینیم. (یا جایی که یک ترانزیستور هدایت را متوقف می‌کند و دیگری شروع می‌شود). این پیچ‌خوردگی بارزترین شکل اعوجاج تقاطعی است و زمانی که دامنه‌نوسان ولتاژ خروجی کاهش می‌یابد مشهودتر و مزاحم‌تر می‌شود.

اشکال کمتر مشخص اعوجاج ممکن است در این مدار نیز مشاهده شود. یک امیتر-پیرو دارای ولتاژ کمتر از ۱ خواهد بود. در مدار نشان داده شده، امیتر-پیرو NPN و امیتر-پیرو PNP عموماً بهره‌های ولتاژ بسیار اندک متفاوت خواهند داشت که منجر به بهره کمی متفاوت در بالا و پایین زمین می‌شود. سایر اشکال ظریف‌تر اعوجاج تقاطعی، ناشی از تفاوت‌های جزئی بین افزاره‌های PNP و NPN، به‌وجود می‌آید.

## راه‌حل‌های ممکن

تقویت‌کننده پوش‌پول بهتر

مانند بسیاری از انواع اعوجاج، یک روشی که در آن می‌توان اعوجاج متقاطع را کاهش داد، استفاده از بازخورد است. با مقایسه خروجی با خروجی مطلوب، و تنظیم ورودی برای تصحیح هر گونه خطا، می‌توانیم اعوجاج را به میزان قابل‌توجهی کاهش دهیم. این ممکن است با یک تقویت‌کننده عملیاتی، همان‌طور که در شکل کنار نشان داده شده است، یا با یک مدار گسسته انجام شود.
در مثال نشان داده شده، تقویت کننده عملیاتی برای کاهش اعوجاج یک زوج پوش‌پول استفاده می‌شود. تقویت‌کننده‌های عملیاتی، تقویت‌کننده‌های ولتاژ تفاضلی با بهره بسیار بالا هستند (گاهی به عنوان بهره بی‌نهایت مدل‌سازی می‌شوند). در یک مدل ایده‌آل، خروجی آپ‌امپ به گونه‌ای هر دو ورودی آپ امپ نگه داشته می‌شود که باید دقیقاً در ولتاژ یکسان باشند. در این حالت، از آنجایی که ورودی وارون مستقیماً به خروجی متصل است، ولتاژ در ورودی ناوارون همیشه با ولتاژ خروجی و ورودی وارون برابر است، بنابراین اعوجاج را حذف می‌کند. با یک مدل دقیق‌تر از یک تقویت‌کننده عملیاتی (با بهره متناهی) اعوجاج با یک ضریبی برابر با بهره تقویت‌کننده عملیات کاهش می‌یابد.
در تقویت‌کننده‌های توان نوین (از جمله آنهایی که در های‌فای استفاده می‌شوند) می‌توان از این فنون استفاده کرد، از هر دو کلاس-ای‌بی و کلاس-بی در طبقات خروجی خود و بازخورد استفاده می‌کنند، بازدهی معقول و شکل اعوجاج خوبی را ارائه می‌دهند.